# Hans Grimmelmann
Hans Grimmelmann (* 28. Dezember 1952) ist ein deutscher Kameramann.
Hans Grimmelmann ist seit Anfang der 1980er Jahre als Kameramann tätig. 1998 wurde er mit dem Bayerischen Fernsehpreis (für Blind Date) und 2004 mit dem Deutschen Fernsehpreis (für Im Schatten der Macht) jeweils für die beste Kamera ausgezeichnet. Insgesamt wirkte er an 40 Produktionen mit.

## Filmografie (Auswahl)
- 1982/83: Konrad aus der Konservenbüchse
- 1994: Der Menschenfresser
- 1994: Polizeiruf 110: Samstags, wenn Krieg ist
- 1995: Drei Tage im April
- 1997: Tatort: Bluthunde
- 1998: Blind Date – Flirt mit Folgen
- 1999: Bella Block: Geflüsterte Morde
- 1999: Ganz unten, ganz oben
- 1999: Geliebte Gegner
- 2003: Im Schatten der Macht
- 2004: Hunger auf Leben
- 2004: Unser Pappa – Herzenswünsche
- 2005: Gegen jedes Risiko
- 2006: Das Duo: Man lebt nur zweimal
- 2006: Neger, Neger, Schornsteinfeger!
- 2007: Wenn Liebe doch so einfach wär’
- 2007: Lutter: Essen is’ fertig
- 2007: Lutter: Um jeden Preis
- 2009: Meine Tochter und der Millionär
- 2010: Prinz und Bottel